# Sanctuaire des Grands Dieux de Samothrace

Samothrace parmi les principaux sanctuaires grecs.

Le sanctuaire des Grands Dieux de Samothrace est l'un des principaux sanctuaires panhelléniques. Il est situé sur l'île de Samothrace au large de la Thrace. Construit immédiatement à l'ouest des remparts de la cité de Samothrace, il en est indépendant comme le montre l'envoi d'ambassadeurs de la cité au sanctuaire lors des fêtes.
Il est célèbre dans l'ensemble du monde grec dès l'époque classique pour son culte à mystères, un culte chthonien qui n'est pas moins renommé que celui des mystères d'Éleusis. De nombreux personnages importants y sont initiés : l'historien Hérodote, l'un des rares auteurs à avoir laissé quelques indications sur la nature des mystères, les rois de Sparte, leur général Lysandre, ainsi que de nombreux Athéniens. Le culte est mentionné par Platon et Aristophane.
Le sanctuaire connaît une période de développement architectural spectaculaire à l'époque hellénistique lorsqu'il devient, à la suite de l'initiation de Philippe II, un haut-lieu national macédonien où les successeurs d'Alexandre le Grand rivalisent de munificence. Il demeure un lieu de culte important jusqu'à l'époque romaine incluse — l'empereur Hadrien le visite, l'écrivain Varron décrit une partie des mystères — avant de disparaître à la fin de l'Antiquité tardive.

## Le culte des Grands Dieux
L'identité et la nature des divinités vénérées dans le sanctuaire demeurent en grande partie énigmatique, d'autant plus qu'il était interdit de prononcer leur nom dans le monde profane. Les sources littéraires antiques les désignent sous l'appellation collective de « Cabires » (Κάϐειροι / Kábeiroi), tandis qu'elles portent le simple nom de « Dieux » ou « Grands Dieux » (Μεγάλοι Θέοι / Megáloi Théoi) dans les inscriptions retrouvées sur le site.
Le sanctuaire semble dater du VIe siècle av. J.-C., date à laquelle les colons de Samos s'installent sur l'île.

### Le panthéon de Samothrace
1. Acropole
2. Théâtre
3. Stade
4. Bouleutérion
5. Bâtiment de la Milésienne
6. Néôrion
7. Salle de banquet
8. Portique
9. Victoire de Samothrace
10. Théâtre
11. Grand autel
12. Bâtiment d'exposition des offrandes
13. Hiéron
14. Téménos
15. Arsinoéion
16. Anaktoron
17. Ptolémaion

Plan général du sanctuaire et chronologie des principaux monuments :

Le Panthéon des Grands Dieux comprend plusieurs divinités chthoniennes, en majorité antérieures à l'arrivée des colons grecs sur l'île, au VIIe siècle av. J.-C., et regroupées autour d'une figure centrale, la Grande Mère. Elle est une déesse souvent représentée sur le monnayage de Samothrace comme une femme assise, un lion à ses côtés. Son nom secret originel (qui a « fuité » par Hérodote) est Axiéros : la « Digne ». Elle est apparentée à la Grande Mère anatolienne, la Cybèle de Phrygie, ou encore à la Déesse Mère troyenne du mont Ida. Les Grecs l'ont identifiée également à la déesse de la fécondité Déméter. La Grande Mère est la maîtresse toute puissante du monde sauvage des montagnes, vénérée sur des rochers sacrés où lui sont offerts des sacrifices. Dans le sanctuaire de Samothrace, ces autels correspondent à des affleurements rocheux de porphyre, de couleurs variées (rouge, vert, bleu ou gris). Pour ses fidèles, son pouvoir se manifeste aussi dans des veines de minerai de fer magnétique, dont ils façonnent des anneaux que les initiés portent en signe de reconnaissance. Un certain nombre de ces anneaux ont été retrouvés dans les tombes de la nécropole voisine du sanctuaire.
Hécate, sous le nom de Zerynthia, et Aphrodite-Zerynthia, deux déesses importantes de la nature, sont également vénérées à Samothrace, leur culte ayant été détaché de celui de la Grande Mère et rapproché de divinités plus familières aux Grecs. Kadmylos (Καδμῦλος / Kadmũlos), l'époux d'Axiéros, est un dieu de la fertilité identifié par les Grecs à Hermès, un démon ithyphallique, dont les symboles sacrés sont une tête de bélier et un bâton, le kerykeion, évident symbole phallique, que l'on retrouve sur certaines monnaies. Deux autres démons masculins accompagnent Kadmylos : les Cabires, qui correspondent peut-être à l'origine aux deux héros légendaires fondateurs des mystères de Samothrace, les frères Dardanos (Δάρδανος / Dárdanos) et Éétion (Ἠετίων / Êetíôn). Ils sont identifiés par les Grecs avec les Dioscures, divinités jumelles très populaires comme protecteurs des marins en détresse.
Un couple de dieux infernaux, Axiokersos et Axiokersa, est identifié à Hadès et Perséphone, et n'appartient peut-être pas au groupe originel des divinités pré-grecques. La légende, familière pour les Grecs, du rapt de la déesse de la fertilité par Hadès dieu des Enfers fait ainsi partie, avec une importance moindre qu'à Éleusis, du drame sacré célébré à Samothrace. À une époque tardive, ce même mythe a été identifié à celui du mariage de Cadmos et d'Harmonie, peut-être en raison du rapprochement onomastique avec Kadmylos et Électre.

### Les rites

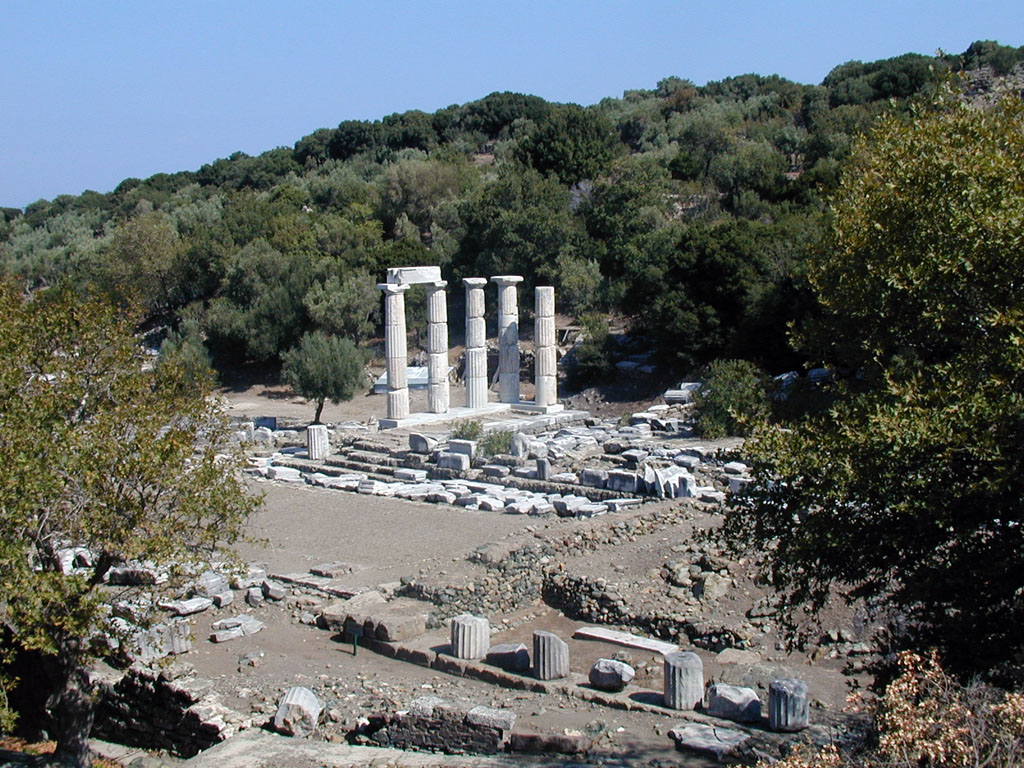
Vue générale des vestiges du Hiéron, depuis le sud-ouest (plan, no 13).

L'ensemble du sanctuaire est ouvert à toute personne désirant vénérer les Grands Dieux, même si l'accès aux édifices consacrés aux mystères était, lui, réservé aux seuls initiés.
Les rites les plus communs ne se distinguent pas de ceux pratiqués dans les autres sanctuaires grecs : prières et vœux accompagnent des sacrifices sanglants d'animaux domestiques comme les moutons ou les cochons, consumés dans des foyers sacrés (ἐσχάραι / eschárai), ainsi que des libations faites aux divinités chthoniennes dans des fosses rituelles, circulaires ou rectangulaires (βόθρος / bóthros). De très nombreux autels sont utilisés, le plus grand étant recouvert à la fin du IVe siècle av. J.-C. par une halle monumentale (Altar Court, plan, no 11).
La grande fête annuelle, pour laquelle affluent sur l'île des envoyés de tout le monde grec, se tient peut-être en juillet. Elle comprend la représentation d'un drame rituel, figurant une hiérogamie (ἱερὸς γάμος / hieròs gámos) qui se tient peut-être dans le « bâtiment à la frise des danseuses » construit au IVe siècle av. J.-C. C'est à cette époque que se développe le rituel de la recherche de Perséphone, la vierge disparue, fille de la Grande Mère, suivie par la célébration de son mariage avec le dieu des Enfers, puis du mariage d'Harmonie et de Cadmos. La frise à partir de laquelle on désigne le téménos pourrait être une allusion à ces mariages. Vers 200, une compétition dionysiaque vient s'ajouter au festival, grâce à la construction d'un théâtre (plan, no 10), face au grand autel (plan, no 11). Les mythes locaux doivent y être représentés : c'est à cette époque que la cité de Samothrace honore un poète de Iasos en Carie, pour avoir composé la tragédie Dardanos et avoir accompli d'autres bienfaits envers l'île, la cité et le sanctuaire.
Le sanctuaire était l'objet de nombreux dons votifs, conservés notamment dans le bâtiment spécialement prévu à cet effet, jouxtant le grand autel (plan, no 12) : statues de bronze, de marbre ou d'argile, armes, vases, etc. En raison de la situation de Samothrace sur des routes maritimes fréquentées, le culte des Cabires était particulièrement populaire et de nombreuses offrandes votives, souvent très modestes, leur étaient destinées : les fouilles ont ainsi livré des coquillages ou des hameçons offerts par des marins ou des pêcheurs qui remerciaient les divinités de les avoir sauvés des dangers de la mer.

### L'initiation

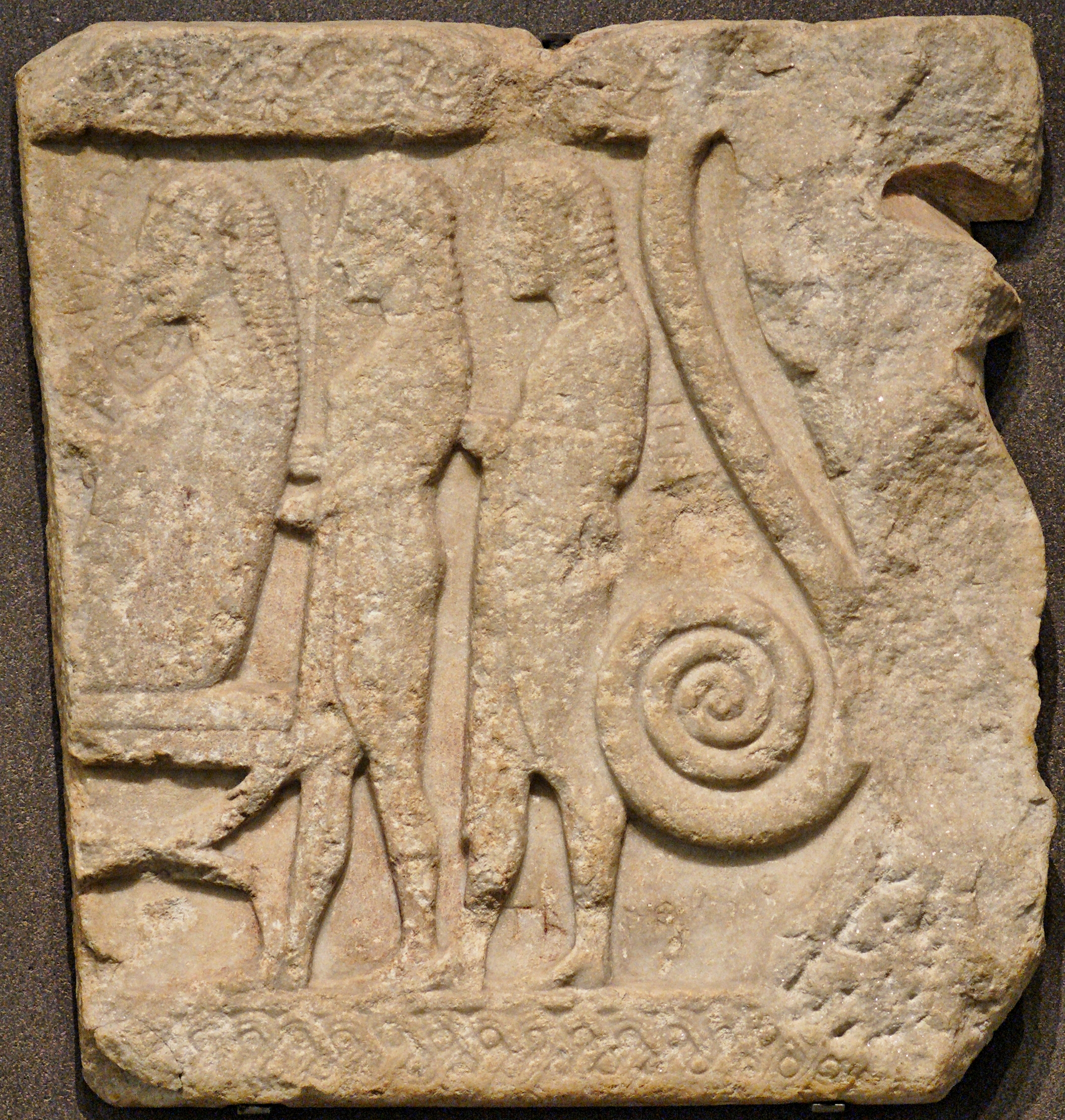
Agamemnon, le héraut Talthybios et Épéios : peut-être une scène d'initiation au culte des Cabires, relief découvert à Samothrace. Vers 560 av. J.-C., musée du Louvre.

La particularité du culte à mystères de Samothrace est sa grande ouverture : contrairement aux mystères d'Éleusis, l'initiation n'y requiert aucune condition d'âge, de sexe, de statut ni de nationalité. Tous, hommes et femmes, adultes et enfants, Grecs et non-Grecs, libres, affranchis ou esclaves, peuvent y participer. L'initiation n'est pas non plus limitée à une date précise, et on peut le même jour être initié aux deux degrés successifs des mystères : la seule condition est en fait d'être présent dans le sanctuaire.
Le premier stade de l'initiation aux mystères est la myèsis (μύησις, « introduction »), où le candidat à l’initiation porte le nom de myste (μύστης / mústês). À ce stade comme aux suivants, il reçoit la récitation d'un récit sacré et des symboles particuliers lui sont montrés. Ainsi, pour Hérodote, la révélation initiale concerne l'interprétation des images ithyphalliques d'Hermès-Kadmylos. Selon Varron et Diodore, les symboles révélés à cette occasion évoquaient le Ciel et la Terre, ce qui semble confirmer la nature astrale des cultes de Samothrace. En retour de cette révélation, qu'il doit tenir secrète, l'initié reçoit l'assurance de certains privilèges : l'espoir d'une meilleure vie, et plus particulièrement la protection en mer, et peut-être, comme à Éleusis, la promesse d'une vie heureuse après la mort. Au cours de la cérémonie, il reçoit une écharpe rouge, nouée autour de la taille, qui sert de talisman magique censé le protéger. L'anneau de fer exposé au pouvoir divin des pierres magnétiques est probablement un autre symbole de protection conféré pendant l'initiation.

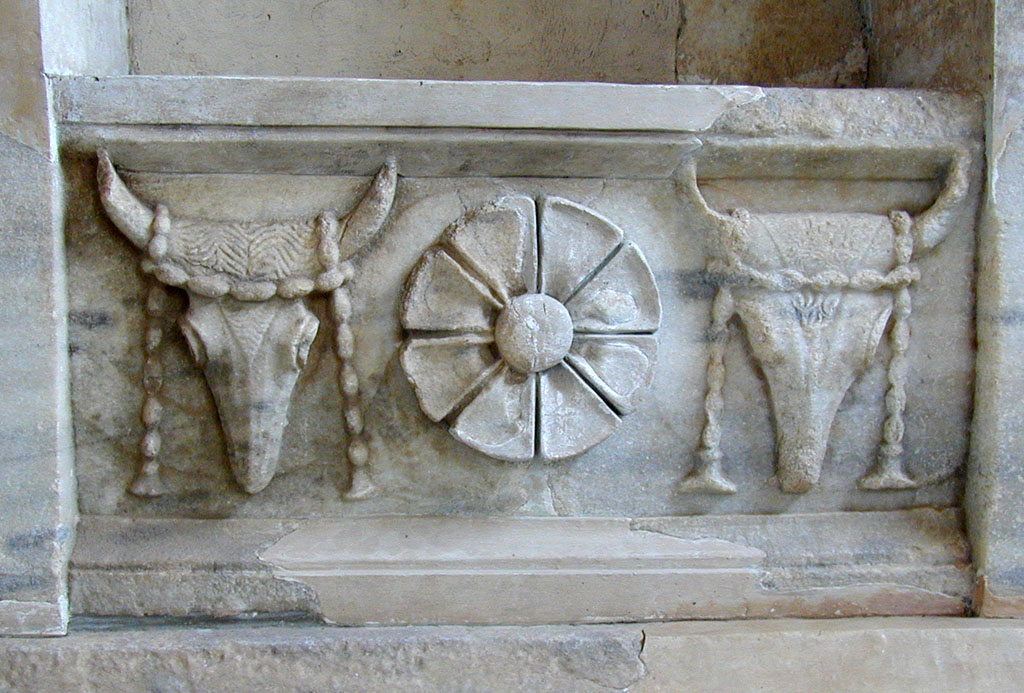
Parapet avec bucranes provenant de la « rotonde d'Arsinoé » (Musée de Samothrace) (plan, no 15).

La préparation à l'initiation se fait dans une petite pièce au sud de l'Anaktoron (plan, no 16), sorte de sacristie ou de cabinet de réflexion où l'initié est vêtu de blanc et reçoit une lampe. La myèsis a lieu ensuite dans l'Anaktoron (littéralement : la « Maison des Seigneurs »), une grande salle capable d'accueillir la foule des fidèles déjà initiés assistant à la cérémonie sur des bancs, le long des murs. Le candidat à l'initiation accomplit un rite de lustration dans un bassin situé dans l'angle Sud-Est, puis verse une libation aux dieux dans une fosse circulaire. À la fin de la cérémonie, il prend place, assis, sur une estrade en bois ronde, en face de la porte principale, tandis qu'ont lieu des danses rituelles autour de lui. Il est ensuite conduit dans la pièce Nord, le sanctuaire où il reçoit la révélation proprement dite. L'accès à ce sanctuaire était interdit à toute personne non initiée. L'initié se voit remettre un document attestant de son initiation aux mystères, et peut, au moins dans la dernière période du sanctuaire, payer pour faire inscrire son nom sur une plaque commémorative apposée sur un monument.
Le second degré de l'initiation est dit épopteia (ἐποπτεία, « contemplation ») : contrairement à Éleusis où un intervalle d'un an doit séparer les deux degrés d'initiation, elle peut être obtenue immédiatement après la myèsis à Samothrace, et n'est pas obligatoire. Elle n'est même réalisée que par un petit nombre d'initiés, ce qui laisse penser qu'elle implique des conditions jugées difficiles, bien qu'elles ne soient ni financières ni sociales. Karl Lehman estime qu'il s'agissait d'exigences morales, le candidat étant auditionné et devant confesser ses « fautes » : cette audition aurait eu lieu la nuit, comme l'ensemble des rites initiatiques, devant le Hiéron (plan, no 13), où a été retrouvée la base qui devait supporter une torche géante. D'une façon générale, la découverte de nombreuses lampes et de supports de torches sur tout le site confirme la nature nocturne des rites principaux. Après l'interrogatoire et l'éventuelle catharsis décernée par le prêtre ou l'officiant, le candidat est introduit dans le Hiéron, qui fait ainsi fonction d'épopteion, où il procède à des rites de lustration et à un sacrifice dans un foyer sacré situé au centre de la cella. Il va ensuite prendre place à l'arrière du bâtiment, devant l'extrémité en forme d'abside, qui est destiné probablement à rappeler une grotte. Le hiérophante (ἱεροφάντης / hierophántês), autrement dit l'initiateur, prend place dans l'abside sur une estrade (bêma), récite la liturgie, et montre les symboles des mystères.
À l'époque romaine, vers 200 ap. J.-C., l'entrée du Hiéron est modifiée de façon à permettre l'entrée des animaux victimes des sacrifices. Un parapet est construit à l'intérieur pour protéger les spectateurs et une crypte est aménagée dans l'abside. Ces modifications servent à la célébration des Kriobolia et des Taurobolia de la Magna Mater anatolienne, alors introduites dans l'épopteia. Les nouveaux rites voyaient l'initié, ou peut-être seulement le prêtre en son nom, descendre dans une fosse de l'abside. Le sang des animaux sacrifiés était alors versé sur lui, selon un rite de nature baptismale.

## L'organisation du sanctuaire

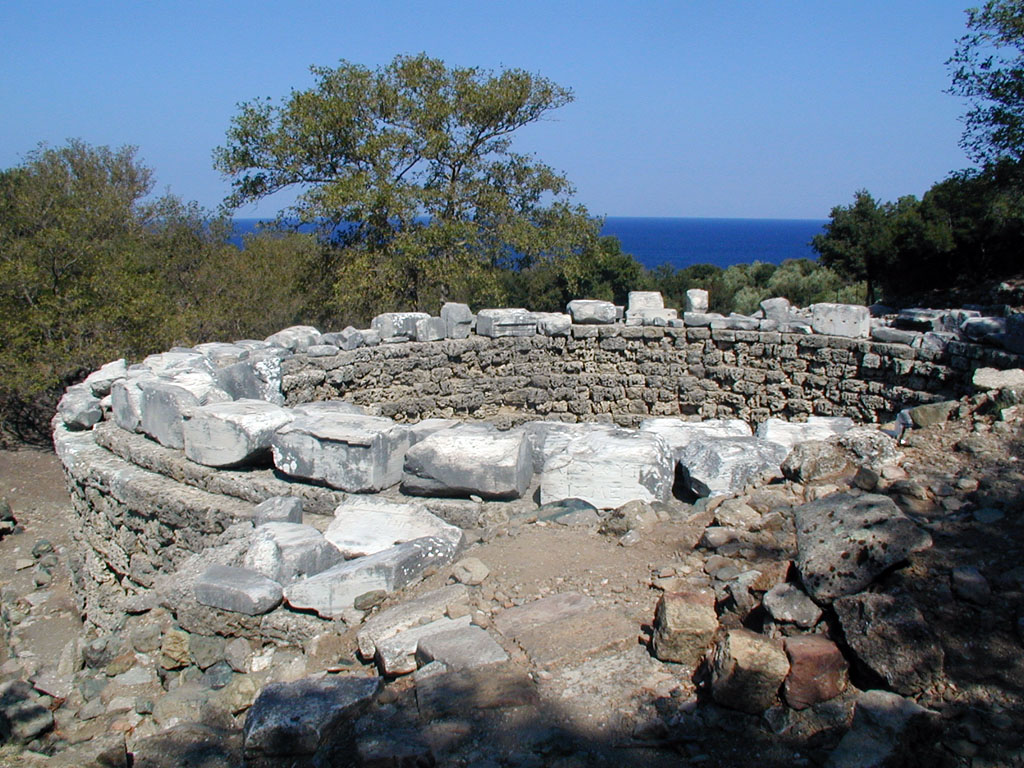
Fondations de la Rotonde d'Arsinoé et fragment de la dédicace (plan, no 15).

Le plan du sanctuaire de Samothrace peut paraître confus de prime abord : c'est le résultat de la topographie très particulière du site, ainsi que de la succession de différents programmes de construction répartis sur deux siècles. Le sanctuaire occupe en effet sur les pentes occidentales du mont aujourd'hui nommé Hagios Georgios, trois terrasses étroites séparées par deux torrents encaissés. L'entrée se fait à l'est par le propylée dû à Ptolémée II, aussi appelé Ptolémaion, (plan, no 20), qui enjambe le ruisseau occidental et fait ainsi fonction de pont. Immédiatement à l'ouest, sur la première terrasse, une place dallée surbaissée, à degrés circulaires, comporte un autel en son centre, et devait servir d'aire sacrificielle, sans qu'on puisse davantage préciser sa fonction.
Un chemin tortueux descend vers la terrasse principale, entre les deux ruisseaux, où se trouvent les principaux monuments servant au culte. Une grande tholos, l'Arsinoéion, ou Rotonde d'Arsinoé (plan no 15), la plus grande salle circulaire couverte du monde grec (20 m de diamètre), servait peut-être à accueillir les théores, les ambassadeurs sacrés délégués par les cités ou les associations aux grandes fêtes du sanctuaire. La décoration de rosettes et de bucranes (têtes de taureaux ornées de guirlandes : cf. cliché) laisse penser que des sacrifices pouvaient également s'y dérouler. La rotonde a été construite sur un bâtiment plus ancien dont il ne subsiste que les fondations.
Immédiatement au débouché du chemin menant à l'entrée du sanctuaire se trouve le plus grand édifice de culte, le Bâtiment de la Frise des Danseuses (plan, no 14), parfois aussi appelé Téménos, parce qu'il correspond à un enclos monumental marquant une aire sacrificielle beaucoup plus ancienne. La reconstitution de son plan a considérablement varié (comparer par exemple les différentes éditions du guide archéologique de K. Lehman — le plan ci-contre correspond à la 4e édition). Il s'agirait donc d'une simple cour précédée d'un propylée ionique décoré de la célèbre frise des danseuses (voir cliché ci-dessous). Le célèbre architecte Scopas pourrait en être l'auteur.
Au sud du Téménos se trouve l'édifice de culte le plus important, l'épopteion, désigné par une inscription sous le nom de Hiéron, (plan, no 13). Le dédicataire n'en est pas connu mais ne peut guère être que royal étant donné la magnificence du bâtiment. C'est une sorte de temple, mais qui n'est pas périptère et ne comporte qu'une colonnade prostyle (en partie relevée : voir photographie ci-dessus). Les ornements architecturaux de la façade se signalent par leur grande recherche. L'espace intérieur correspond à la plus grande largeur (11 m) sans support intermédiaire connue dans le monde grec. Le bâtiment se termine au sud par une abside inscrite, qui constitue, comme le cœur d'une église, la partie la plus sacrée. Elle pourrait selon René Ginouvès évoquer une grotte propre à accueillir les rites de cultes chthoniens. À l'ouest du Hiéron sont situés l'autel principal (Altar Court) et une salle d'exposition des offrandes des fidèles (plan, no 11 et 12 respectivement).

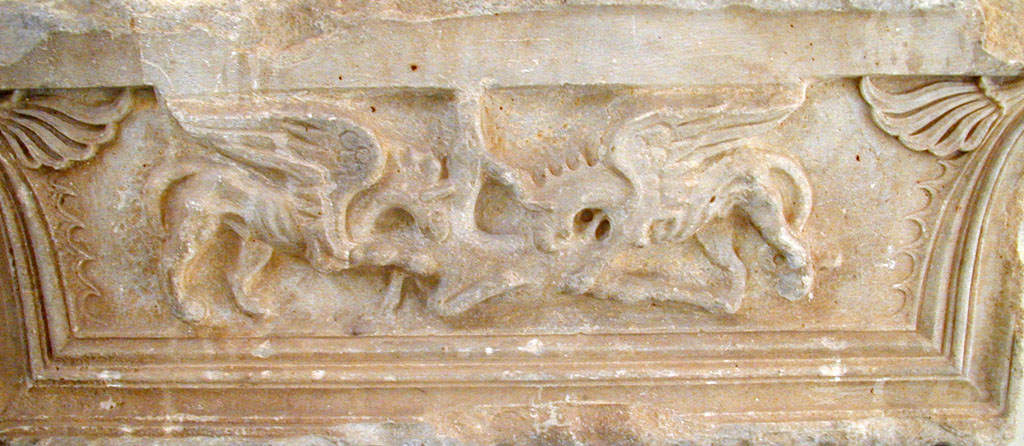
Chapiteau d'ante de la façade Ouest du Propylée de Ptolémée II : griffons dévorant une biche (Musée) (plan, no 20).

Au nord de la Rotonde d'Arsinoé, se trouve l'Anaktoron, le bâtiment accueillant la myèsis, dont la version actuellement visible date de l'époque impériale.
La troisième et dernière terrasse, à l'ouest du centre cultuel du sanctuaire, est surtout occupée par des monuments votifs, comme le bâtiment de la Milésienne, ainsi nommé en raison de sa dédicace par une citoyenne de Milet (plan, no 5), et le Néôrion, (plan, no 6). On y trouve aussi des salles de banquet (plan, no 7). Trois petits trésors hellénistiques voisins sont très mal connus (plan, no 1 à 3). Surplombant la terrasse centrale, cet espace est surtout dominé par un très grand portique (104 m de long ; plan, no 8) qui constitue un arrière-plan monumental au sanctuaire, au-dessus du théâtre.
C'est dans cette partie du site qu'on trouve les plus récentes traces d'occupation : un fort carré byzantin fut en effet construit à l'emplacement des trésors dont il remploya les matériaux de construction.

## Un sanctuaire national macédonien
« On dit que Philippe étant à Samothrace, dans sa première jeunesse, y fut initié aux mystères avec Olympias, alors enfant et orpheline de père et de mère. Il en devint amoureux ; et, après avoir obtenu le consentement d'Arymbas, frère de cette princesse, il l'épousa. »

— (Plutarque, Vie d'Alexandre [lire en ligne], II, 2)
D'après Plutarque, le roi de Macédoine Philippe II aurait ainsi rencontré sa future épouse, la princesse épirote de la dynastie éacide Olympias lors de son initiation aux mystères de Samothrace. De cette anecdote historique vient la fidélité de la dynastie argéade au sanctuaire, puis de deux dynasties des Diadoques, les Lagides et les Antigonides qui rivalisent de munificence au cours du IIIe siècle av. J.-C., lors des différentes périodes de leur domination sur l'île et plus généralement sur l'Égée septentrionale.
Le premier souverain à se distinguer et dont on a gardé la trace épigraphique est le fils de Philippe II et demi-frère d'Alexandre, Philippe Arrhidée, qui fait figure de principal bienfaiteur du sanctuaire au IVe siècle av. J.-C. : on lui doit probablement le Téménos vers 340, l'autel principal (Altar Court) dans la décennie suivante, le Hiéron vers 325, ainsi que le monument dorique en bordure de l'aire circulaire Est, dédié en son nom ainsi qu'en celui d'Alexandre IV, son neveu, et par conséquent daté de leur règne commun entre 323 et 317.

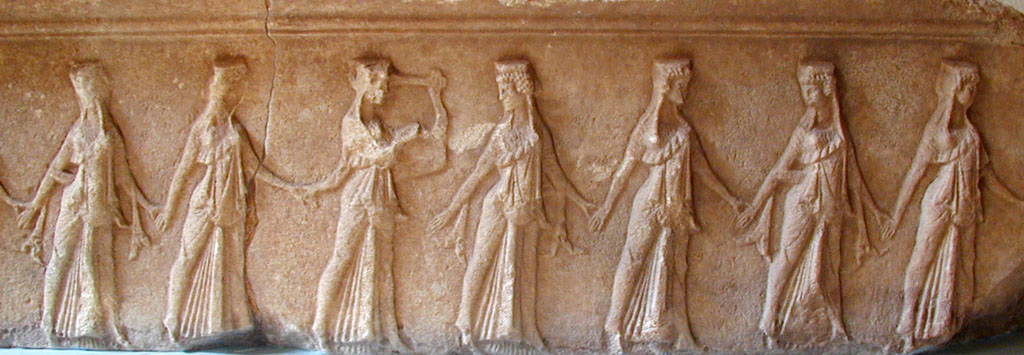
Frise des Danseuses provenant du Téménos (Musée) (plan, no 14)

La seconde phase de constructions monumentales commence dans les années 280 avec la rotonde d'Arsinoé II : elle pourrait dater soit de la période (288–281) où cette fille de Ptolémée Ier Sôter était l'épouse du diadoque Lysimaque, alors roi de Macédoine, soit de celle (276-271) où, veuve, elle se remarie avec son propre frère, Ptolémée II Philadelphe. Il ne subsiste qu'un bloc de l'inscription monumentale de la dédicace (voir cliché ci-contre) qui surmontait la porte, ce qui ne permet pas de trancher. Ptolémée II lui-même fait construire le propylée barrant l'entrée du sanctuaire : la puissante flotte lagide lui permet d'étendre sa domination alors sur l'essentiel de la mer Égée jusqu'aux côtes thraces (Ainos, Maronée), et les constructions de Samothrace sont le témoignage de cette influence.
Le rétablissement de la dynastie antigonide sur le trône de Macédoine, avec Antigone II Gonatas, conduit bientôt à l'affrontement pour la suprématie maritime sur l'Égée : Antigone célèbre ainsi son succès naval de Cos vers 255–245 en dédiant au sanctuaire un navire de sa flotte victorieuse, exposé dans un édifice construit ad hoc sur la terrasse Ouest, le Néôrion (plan, no 6). Il s'inspire ainsi peut-être d'un autre Néôrion, à Délos celui-là, édifié probablement à la fin du IVe siècle av. J.-C., mais qu'il réutilise et consacre à un autre de ses navires à la même époque.
La guerre navale entre Lagides et Antigonides se poursuit avec intermittence durant toute la seconde moitié du IIIe siècle av. J.-C. jusqu'à Philippe V de Macédoine, le dernier roi antigonide à tenter d'établir une thalassocratie macédonienne, finalement vaincu par l'alliance maritime de Rhodes et de Pergame : une colonne monumentale lui est dédiée par les Macédoniens devant la grande stoa de la terrasse supérieure vers 200. C'est peut-être à l'occasion d'un de ces épisodes qu'est construite la fontaine monumentale contenant la fameuse statue de la Victoire sur une proue de navire (cf. photographie et plan, no 9) : il pourrait s'agir d'une dédicace rhodienne plutôt que macédonienne, si on en croit l'analyse du marbre utilisé pour la proue du navire et le type de ce dernier, tous deux provenant de Rhodes. Mais d’autres interprétations ont été proposées : selon l’helléniste Jean Richer, ce navire décrirait la Constellation du Navire Argo ; or, la proue de navire et la statue de la Victoire ont été précisément placées en biais dans la fontaine (plan, no 9), de telle façon que la Victoire regardait dans la direction du nord, orientée exactement vers l’angle nord-est de l’Anaktoron, déterminant ainsi l’angle le plus sacré du bâtiment où l’on donnait l’initiation : allusion au pôle, à la porte des dieux, identifiable au mont Haemus, et à une victoire toute spirituelle dans un culte accordant à l’astrolâtrie une place privilégiée.
Le sanctuaire devient l'ultime refuge du dernier roi de Macédoine, Persée, qui se rend sur l'île après sa défaite à Pydna en 168 et y est arrêté par les Romains.
Pendant l'Antiquité tardive, l'édit de Thessalonique promulgué par l'empereur romain Théodose Ier en 380 sonne le glas de la fréquentation du sanctuaire, qui tombe progressivement en ruines.

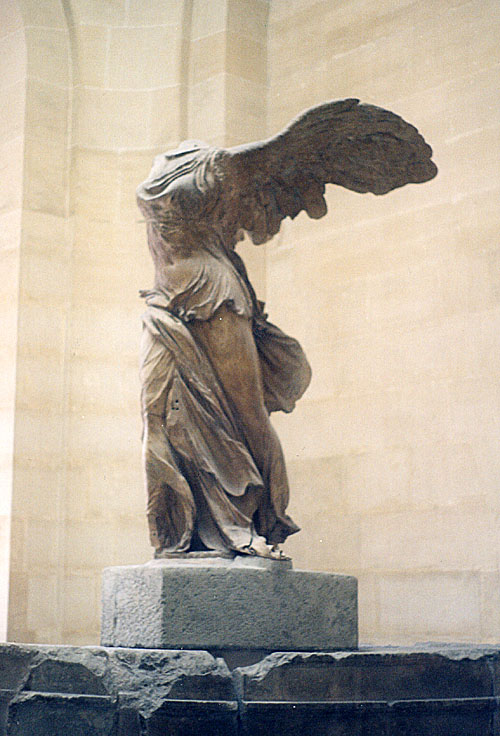
La Victoire de Samothrace, musée du Louvre (plan, no 9)

## L'exploration du site
Dès le XVIIe siècle et le XVIIIe siècle, la fascination pour le culte à mystères suscite un intérêt croissant pour le site. Les premières fouilles archéologiques sont l'œuvre de la mission française Deville et Coquart en 1866, après la découverte spectaculaire en 1863 par le consul français en poste à Andrinople, Charles Champoiseau de la célèbre statue de la Victoire, aujourd'hui au Louvre, à Paris.
C'est ensuite l'allemand Alexander Conze qui explore le site en 1873 et 1876 : il dégage le Ptolémaion, la stoa, fait des fouilles superficielles au Hiéron, à l'Arsinoéion ainsi qu'au Téménos. Ses travaux sont publiés dans deux riches volumes d'une qualité exceptionnelle pour l'époque.
À la suite d'un accord avec le gouvernement ottoman, les découvertes de Conze furent partagées : de nombreux fragments architecturaux furent emportés au Kunsthistorisches Museum de Vienne (l'Autriche-Hongrie avait cofinancé les fouilles), tandis que d'autres étaient transportés à Gallipoli puis au Musée archéologique d'Istanbul — une partie de ce matériel coula malheureusement dans le transfert. Champoiseau revint en 1879 chercher les blocs de la proue de navire sur lesquels la Victoire fut installée à Paris, et découvrit à cette occasion le théâtre. L'École française d'Athènes et l'université de Prague (Salač et Fernand Chapouthier) y travaillent aussi conjointement entre 1923 et 1927, avant que ne commencent, en 1938 les premières fouilles de l'Université de New York : elles mettent au jour l'Anaktoron. Interrompues par la guerre, elles reprennent en 1948 et se poursuivent encore de nos jours. En 1956, est réalisée une anastylose partielle de la colonnade de façade du Hiéron.